# Viktor Dalbo
Gabriel Viktor Dalbo, född 24 augusti 1883 i Pörtom, död 8 mars 1957 i Vasa, var en finländsk målare. 
Dalbo kom från ett fattigt hem och utbildade sig först till folkskollärare vid seminariet i Nykarleby 1902–1906 och undervisade i Kvevlax 1906–1907. I yngre år arbetade han även i en yrkesmålarverkstad i Pörtom, men genomgick 1907-1909 Finska konstföreningens ritskola och studerade vid sidan därav i Svenska Teaterns elevskola och uppträdde på Åbo svenska teater 1909. 
Dalbo deltog första gången i en konstutställning 1910, och efter en resa till Tyskland 1912 för teaterstudier övergick han helt till måleriet. Efter misslyckade försök på detta område öppnade han en antikvitetshandel i Helsingfors och förstörde sina äldre målningar. Under nya studieresor till kontinenten fick han impulser av de stora mästarna Paul Cézanne, Paul Gauguin och Edgar Degas och började på 1930-talet åter måla. Han utvecklades till en framstående ljusmålare, som undvek grälla kontraster och höll sig till lugna, mjuka färger. Han målade helst stilleben, men även många landskap och figurbilder ingår i hans produktion, av vilken en stor del 1986 skänktes till Närpes kommun. En utställning av Gunvor och Birger Grannas samling av Dalbos konst visades i Österbottens museum 1983 och en annan senare i Amos Andersons konstmuseum 1997.

## Teater

### Roller (ej komplett)
| År   | Roll                           | Produktion                                         | Regi | Teater                        |
| ---- | ------------------------------ | -------------------------------------------------- | ---- | ----------------------------- |
| 1912 | Kammartjänaren Andra advokaten | Jeppe på berget (Jeppe paa Bierget) Ludvig Holberg |      | Svenska inhemska teatern, Åbo |